# Richard Hillary
Richard Hillary, född 20 april 1919, död 8 januari 1943, var en brittisk författare.
Richard Hillary studerade i Oxford från 1937, gick 1939 ut i andra världskriget som flygare, deltog i slaget om Storbritannien 1940, blev nedskjuten och svårt bränd. Efter att länge legat på sjukhus gick han, trots att han var invalid, åter i aktiv tjänst men omkom efter en kort tid under en nattlig övningsflygning. Under konvalescenstiden skrev Hillary en självbiografisk skildring, The last enemy (1942, svensk översättning 1943), där han bland annat gav bilder ur studentlivet i Oxford, från sin utbildningoch verksamhet som flygare och från sin sjukhusvistelse. Berättelsen avbryts av kommentarer och reflexioner. Hillary har blivit betraktad som företrädare för mellankrigstidens skeptiska och sökande ungdom, som inte tvekade när det gällde, att sätta sitt liv för att rädda sitt eget folk och världen undan barbari och förtryck. Hillarys självbiografi och person belystes av Arthur Koestler i The Yogi and the Commissar (1945, svensk översättning samma år).